# مالزارب (مترو باريس)
مالزارب (بالفرنسية: Malesherbes)‏ هي محطة مترو تابعة لمترو باريس تقع في فرنسا في الدائرة السابعة عشرة في باريس.